# Rajd Bosforu
Rajd Bosforu – rajd samochodowy będący jedną z rund Rajdowych Mistrzostw Europy i Intercontinental Rally Challenge. Pierwsza edycja rajdu odbyła się w 1972 roku. Rozgrywany był na nawierzchni asfaltowej i szutrowej. W swojej historii miał kilka nazw Günaydin Rally, Rajd Turcji, Rajd Fiata, Rajd Stambułu, a od 2010 roku Rajd Bosforu. Jest to jeden z najstarszych rajdów rozgrywanych na terenie Turcji.
1. ↑  Nie mylić z Rajdem Turcji jedną z eliminacji WRC.

## Zwycięzcy[1]
| Rok  | Rajd                      | Kierowca           | Pilot                | Samochód                  | Seria    |
| ---- | ------------------------- | ------------------ | -------------------- | ------------------------- | -------- |
| 1972 | 1. Günaydın Rally         | Engin Serozan      | Turgut Ođuz          | Renault 12 TS             |          |
| 1973 | 2                         | Levent Pekün       | Mehmet Karabeyođlu   | Renault 12 TS             |          |
| 1974 | 3                         | Faruk Süren        | Lemi Tanca           | Renault 12 TS             |          |
| 1975 | 4                         | Aytaç Kot          | Ercan Ayan           | Renault 12 TS             |          |
| 1976 | 5                         | Renç Koçibey       | Sabit Akça           | Murat 124                 |          |
| 1977 | 6                         | Ali Baciođlu       | Metin Çeker          | Opel Kadett GTE           |          |
| 1978 | 7                         | Ilia Tchoubrikov   | Kold Tchoubrikov     | Renault 5 Alpine          |          |
| 1979 | 8                         | Renç Koçibey       | Romolo Marcopoli     | Ford Escort RS 2000       |          |
| 1980 | 9                         | Azmi Avciođu       | Beyza Avciođlu       | Murat 131                 |          |
| 1981 | 10                        | Ilia Tchoubrikov   | Kaltcho Hinov        | Renault 5 Alpine          |          |
| 1982 | 11                        | Radoslav Petkov    | Kaltcho Hinov        | Porsche 911               |          |
| 1983 | 12. Günaydin Rally        | Ilia Tchoubrikov   | Palman Tchoubrikov   | Renault 5 Alpine          |          |
| 1984 | 13. Günaydin Rally        | Franz Wurtz        | Johannes Geitz       | Audi Quattro              |          |
| 1985 | 14. Günaydin Rally        | Kalevi Aho         | Timo Hakala          | Opel Manta                |          |
| 1986 | 15. Günaydin Rally        | Gerhard Kalnay     | Gunter Tazriter      | Škoda 130 LR              |          |
| 1987 | 16. Günaydin Rally        | Kalevi Aho         | Timo Hakala          | Renault 11 Turbo          |          |
| 1988 | 17. Günaydin Rally        | Emre Yerlici       | Can Okan             | Audi Coupe Quattro        |          |
| 1989 | 18. Günaydin Rally        | Emre Yerlici       | Can Okan             | Lancia Delta Integrale    |          |
| 1990 | 19. Günaydin Rally        | Philippe Bugalski  | Denis Giraudet       | Renault 11 Turbo          |          |
| 1991 | 20. Rally of Turkey       | Ali Bacıoğlu       | Metin Çeker          | Lancia Delta Integrale    |          |
| 1992 | 21. Rally of Turkey       | İskender Atakan    | Yusuf Avimelek       | Lancia Delta Integrale    |          |
| 1993 | 22. Rally of Turkey       | İskender Atakan    | Can Okan             | Lancia Delta Integrale    |          |
| 1994 | 23. Günaydin Rally        | Ercan Kazaz        | Cem Bakançocukları   | Lancia Delta Integrale    |          |
| 1995 | 24. Rally of Turkey       | Mark Higgins       | Cliff Simmons        | Nissan Sunny              |          |
| 1996 | 25. Rally of Turkey       | Serdar Bostancı    | Cihat Gürkan         | Ford Escort Cosworth      | ERC      |
| 1997 | 26. Rally of Turkey       | Volkan Işık        | İlham Dökümcü        | Ford Escort WRC           | ERC      |
| 1998 | 27. Rally of Turkey       | Alessandro Fiorio  | Nadia Mazzon         | Ford Escort WRC           | ERC      |
| 1999 | 28. Rally of Turkey       | Volkan Işık        | Erkan Bodur          | Toyota Celica             | ERC      |
| 2000 | 29. Rally of Turkey       | Henrik Lundgaard   | Jean Christian Anker | Toyota Corolla WRC        | ERC      |
| 2001 | 30. Tofaş Rally Turkey    | Armin Kremer       | Fred Berssen         | Toyota Corolla WRC        | ERC      |
| 2002 | 31. Tofaş Rally Turkey    | Janusz Kulig       | Jarosław Baran       | Ford Focus WRC            | ERC      |
| 2003 | 32. Tofaş Rally Turkey    | Bruno Thiry        | Jean Marc Fortin     | Peugeot 206 WRC           | ERC      |
| 2004 | 33. Fiat Rally            | Simon Jean Joseph  | Jack Boyere          | Renault Clio S1600        | ERC      |
| 2005 | 34. Fiat Rally            | Simon Jean Joseph  | Jack Boyere          | Renault Clio S1600        | ERC      |
| 2006 | 35. Fiat Rally            | Giandomenico Basso | Mitia Dotta          | Fiat Grande Punto S2000   | ERC      |
| 2007 | 36. Fiat Rally            | Nicolas Vouilloz   | Nicolas Klinger      | Peugeot 207 S2000         | ERC, IRC |
| 2008 | 37. Istambul Rally        | Luca Rosetti       | Matteo Chiarcossi    | Peugeot 207 S2000         | ERC, IRC |
| 2009 | 38. Istambul Rally        | Michał Sołowow     | Maciej Baran         | Peugeot 207 S2000         | ERC      |
| 2010 | 39. Bosphorus Rally       | Luca Rossetti      | Matteo Chiarcossi    | Abarth Grande Punto S2000 | ERC      |
| 2011 | 40. Bosphorus Rally       | Yagiz Avci         | Bahadir Gucenmez     | Ford Fiesta S2000         | ERC      |
| 2012 | 41. Bosphorus Rally       | Juho Hänninen      | Mikko Markkula       | Škoda Fabia S2000         | ERC      |
| 2013 | 42. Bosphorus Rally       | Orhan Avcioglu     | Burcin Korkmaz       | Ford Fiesta S2000         |          |
| 2014 | 43. Avis Bosphorus Rally  | Murat Bostanci     | Onur Vatansever      | Ford Fiesta S2000         |          |
| 2015 | 44. Bosphorus Rally       | Murat Bostanci     | Onur Vatansever      | Ford Fiesta S2000         |          |
| 2016 | 45. Marmaris Rally Turkey | Yagiz Avci         | Bahadir Gücenmez     | Peugeot 208 T16           |          |
| 2017 | 46. Marmaris Rally Turkey | Orhan Avcioglu     | Burcin Korkmaz       | Škoda Fabia R5            |          |